# Belle Glade
Belle Glade est une ville du comté de Palm Beach, en Floride, aux États-Unis.
D'abord appelée Hillsborough Canal Settlement, la ville souhaite changer de nom lors de l'ouverture de son bureau de poste. Son nom actuel est suggéré par un touriste, trouvant qu'elle était la « beauté de la clairière » (« belle of the glades »).
La ville, dont l'économie est essentiellement agricole, est connue pour son fort taux de criminalité et de pauvreté. Elle est aussi, dans les années 1980, la ville présentant le nombre d'infections au VIH par habitant le plus élevé des États-Unis.

## Démographie
| 1930 | 1940  | 1950  | 1960   | 1970   | 1980   |
| ---- | ----- | ----- | ------ | ------ | ------ |
| 926  | 3 806 | 7 219 | 11 273 | 15 949 | 16 535 |

| 1990   | 2000   | 2010   | - | - | - |
| ------ | ------ | ------ | - | - | - |
| 16 177 | 14 906 | 17 467 | - | - | - |

Selon le recensement de 2010, Belle Glade compte 17 467 habitants. La municipalité s'étend sur 5,71 milles carrés (14,79 km2), dont 5,62 milles carrés (14,56 km2) de terres.